# Palmés
Palmés (llamada oficialmente San Mamede de Palmés) es una parroquia y una aldea del municipio español de Orense, en la provincia de Orense, Galicia.

## Toponimia
La parroquia también es conocida por el nombre de San Mamed de Palmés.

## Organización territorial
La parroquia está formada por catorce entidades de población:
- Burata (A Burata)
- Burgo (O Burgo)
- Camponovo (Campo Novo)
- Conchada (A Conchada)
- Outeiro-Anaigo-Lama que abarca los lugares de:
  - Anaigo
  - Lama (A Lama)
  - Outeiro (O Outeiro)
- Naves
- Palmés
- Pereiro (O Pereiro)
- Pradobó
- Reboredo
- Saceda

## Demografía

### Parroquia
| Gráfica de evolución demográfica de Palmés (parroquia) entre 2000 y 2023 |
|                                                                          |
| Datos según el nomenclátor publicado por el INE.                         |

### Aldea
| Gráfica de evolución demográfica de Palmés (aldea) entre 2000 y 2023 |
|                                                                      |
| Datos según el nomenclátor publicado por el INE.                     |